# Изодинама
Изодинама (грч. isos - једнак и грч. dynamis - сила) је линија која на геомагнетској карти спаја тачке са истим интензитетом векторских компонената магнетског поља Земље.